# Dero Goi
Dero Goi (Wolfsburg, 16 aprile 1970) è un cantante, poeta, scrittore e batterista tedesco, cofondatore della band tedesca OOMPH! che ha poi lasciato nel 2021.

## Biografia
Nato a Wolfsburg, nella Bassa Sassonia, Goi fu iniziato alla musica dal padre, che cantava e suonava la chitarra; spesso Dero da piccolo fu "obbligato" a cantare con suo padre le canzoni di Elvis Presley. Nel suo stesso quartiere abitava anche Andreas Crap, suo attuale compagno di band negli OOMPH! (chitarrista). Insieme si avvicinarono alla musica durante le scuole elementari, costruendosi degli "strumenti" con i fustini dei detersivi. Goi e Crap incontrarono Flux a un Festival Industrial; i tre si accorsero di essere amanti della stessa musica e decisero di mettere su una band che potesse unire il rock e l'elettronica. Nacquero così gli OOMPH.
Nel primo tour della band, il terzetto si esibiva da solo, con la base musicale da loro registrata messa in playback con Dero che cantava dal vivo. Dopo un po' incontrarono Leonard Christian, che è tuttora il batterista degli OOMPH! nei live, e Tobi, il loro primo bassista per i live, sostituito poi nel 2004 da Hagen Godicke. Quando fu chiesto a Dero il significato del nome della band, il cantante spiegò che quel nome (OOMPH!) era stato scelto per la sua peculiarità.

## Influenze
Dero ha citato diverse band e artisti che egli ascolta o ha ascoltato in un'intervista con il sito web "Deutschmusikland", tra i quali Frank Sinatra, Tool, Elvis Presley, Korn e Nine Inch Nails. Altre band che hanno avuto un'influenza su Dero sono: The Cure, Killing Joke, AC/DC, Motörhead, Depeche Mode, The Beatles e gli ABBA. Queste influenze sono molto significative anche per gli altri membri della band.